# David Nyika
David Kieran Nyika (* 7. August 1995 in Hamilton) ist ein neuseeländischer Profiboxer im Cruisergewicht.

## Amateurkarriere
Nyika begann 2009 mit dem Boxsport. Sein älterer Bruder Joshua Nyika ist ebenfalls Boxer und war unter anderem Teilnehmer der Weltmeisterschaften 2015.
David Nyika wurde 2011 neuseeländischer Juniorenmeister sowie 2012 und 2013 neuseeländischer Jugendmeister. Zudem war er Teilnehmer der Junioren-Weltmeisterschaften 2011 in Astana und der Jugend-Weltmeisterschaften 2012 in Jerewan.
2014 gewann er im Halbschwergewicht die Neuseeländischen Meisterschaften, das Turnier von Vllaznia in Albanien und die Commonwealth Games in Glasgow. Er besiegte dabei unter anderem Valentino Manfredonia und Kennedy St-Pierre. Beim Feliks Stamm Tournament 2014 in Polen gewann er nach Halbfinalniederlage gegen Pawel Siljagin eine Bronzemedaille.
2015 gewann er das Feliks Stamm Tournament und die Ozeanienmeisterschaft in Australien durch Finalsieg gegen Jason Whateley. Er startete daraufhin mit seinem Bruder bei den Weltmeisterschaften 2015 in Katar, wo er gegen Rustam Toʻlaganov ausschied.
2016 gewann Nyika erneut den Neuseeländischen Meistertitel und die nationale Olympiaqualifikation in Auckland. Bei der asiatisch-ozeanischen Qualifikation in China besiegte er Ihab Darweesh, schied aber im Viertelfinale erneut gegen Toʻlaganov aus. Beim weltweiten Qualifikationsturnier in Baku schlug er Kevin Kuadjovi, verlor dann gegen Roy Korving und konnte daher kein Olympiaticket lösen.
2017 gewann er erneut die Ozeanienmeisterschaft in Australien durch Finalsieg gegen Jason Whateley und startete für das Team British Lionhearts in der World Series of Boxing (WSB), wo er Kevin Kuadjovi und Anton Pinchuk besiegen konnte. Bei den Weltmeisterschaften 2017 in Hamburg erreichte er gegen Igor Tesiew aus Deutschland das Viertelfinale, wo er gegen den Olympiasieger Jewgeni Tischtschenko ausschied.
Bei den Commonwealth Games 2018 in Gold Coast gewann er die Goldmedaille durch Siege gegen Yakita Aska, Christian Tsoye, Cheavan Clarke und Jason Whateley. Er nahm zudem an den Weltmeisterschaften 2019 in Jekaterinburg teil, wo er gegen Muslim Gadschimagomedow ausschied.
Er qualifizierte sich bei den asiatisch-ozeanischen Ausscheidungskämpfen zur Teilnahme an den 2021 in Tokio ausgetragenen Olympischen Spielen. Dort besiegte er Youness Baalla und Uladsislau Smjahlikau, ehe er im Halbfinale mit einer Bronzemedaille gegen Muslim Gadschimagomedow ausschied. Während der Eröffnungsfeier war er gemeinsam mit der Siebener-Rugby-Spielerin Sarah Hirini der Fahnenträger seiner Nation.

## Profikarriere
Sein Profidebüt gewann er am 27. Februar 2021 in Auckland gegen Jesse Maio. Am 8. Januar 2025 verlor er beim Kampf um die IBF-Weltmeisterschaft durch TKO in Runde 4 gegen Jai Opetaia.